# Оверленд (Міссурі)
Оверленд (англ. Overland) — місто (англ. city) в США, в окрузі Сент-Луїс штату Міссурі. Населення — 15 955 осіб (2020).

## Географія
Оверленд розташований за координатами 38°41′45″ пн. ш. 90°22′6″ зх. д. / 38.69583° пн. ш. 90.36833° зх. д. (38.695945, -90.368346).  За даними Бюро перепису населення США в 2010 році місто мало площу 11,33 км², з яких 11,28 км² — суходіл та 0,04 км² — водойми.

## Демографія
Згідно з переписом 2010 року, у місті мешкали 16 062 особи в 6717 домогосподарствах у складі 4136 родин. Густота населення становила 1418 осіб/км².  Було 7356 помешкань (650/км²).
Расовий склад населення:
| - 73,3 % — білих - 16,4 % — чорних або афроамериканців - 3,2 % — азіатів - 0,3 % — корінних американців - 3,9 % — осіб інших рас |

До двох чи більше рас належало 3,0 %. Частка іспаномовних становила 6,4 % від усіх жителів.
За віковим діапазоном населення розподілялося таким чином: 22,4 % — особи молодші 18 років, 64,9 % — особи у віці 18—64 років, 12,7 % — особи у віці 65 років та старші. Медіана віку мешканця становила 37,9 року. На 100 осіб жіночої статі у місті припадало 96,2 чоловіків;  на 100 жінок у віці від 18 років та старших — 92,5 чоловіків також старших 18 років.
Середній дохід на одне домашнє господарство  становив 49 257 доларів США (медіана — 40 396), а середній дохід на одну сім'ю — 55 490 доларів (медіана — 44 746). Медіана доходів становила 37 564 долари для чоловіків та 30 139 доларів для жінок. За межею бідності перебувало 18,4 % осіб, у тому числі 24,9 % дітей у віці до 18 років та 9,4 % осіб у віці 65 років та старших.
Цивільне працевлаштоване населення становило 8207 осіб. Основні галузі зайнятості: освіта, охорона здоров'я та соціальна допомога — 19,7 %, роздрібна торгівля — 14,7 %, мистецтво, розваги та відпочинок — 13,3 %, науковці, спеціалісти, менеджери — 12,0 %.